# قورباغه بلوچی
 قورباغه بلوچی (نام علمی: Euphlyctis cyanophlyctis) نام یک گونه از راسته قورباغه است.